# The McManus
The McManus: Dundee's Art Gallery and Museum er et museum i Dundee, Skotland, der er indrettet i en nygotisk bygning. Museet rummer et kunstgalleri med forskelligt dekorativt kunst og en samling af naturhistorie. Bygningen er en listed building i kategori A.